# Droit tanzanien
Le droit tanzanien est le droit appliqué en Tanzanie depuis l'indépendance du Royaume-Uni le 26 avril 1964.

## Sources du droit

### Constitution
La première source du droit tanzanien est la Constitution de 1977. La Constitution contient une charte des droits, mais certaines dispositions prévoit des limites à ces droits.

### Législation
La deuxième source du droit est la législation. Le Laws Revisions Act de 1994 disposait que toutes les lois anciennement appelées ordonnances, c'est-à-dire celles adoptées par l'administration coloniale pré-indépendance, peuvent être reconnue comme Act. 

### Jurisprudence
Les précédents sont les décisions rendues par la Haute Cour et la Cour d'appel et qui contraignent les cours inférieures. 

### Droit réceptionné
Le droit réceptionné fait référence, dans l’article 2(3) du Judicature and Applications of Laws Act de 2002, à la common law, la doctrine de l'équité, et aux lois d'application générale applicables avant le 22 juillet 1920, date de réception du droit anglais en Tanzanie. 

### Droit coutumier et musulman
Le droit coutumier et le droit musulman sont la cinquième source du droit tanzanien d'après l’article 9 du Judicature and Applications of Laws Act. Le droit coutumier n'est applicable que lorsqu'il n'est pas en conflit avec la loi tandis que le droit musulman s'applique aux musulmans d'après le Judicature and Applications of Laws Act, permettant l’application du droit musulman au domaine des successions, du statut personnel et de l’héritage. 

### Traités et accords internationaux
Le droit international n’est pas auto-exécutoire, mais doit être ratifié et transposé par une loi du Parlement.

## Organisation juridictionnelle
La hiérarchie des juridictions de Tanzanie comprend la Cour d'appel, les Hautes Cours, et un certain nombre d'autres juridictions inférieures. Ces cours subordonnées diffèrent entre la Tanzanie continentale et Zanzibar.
La Cour d'appel, établie par l’article 108 de la Constitution, est la plus haute juridiction de Tanzanie. C'est la juridiction de dernier recours de Tanzanie.
Les Hautes Cours de Tanzanie continentale et de Zanzibar ont des juridictions originales illimitées. Leurs décisions peuvent faire l'objet d'un appel devant la Cour d'appel. La Haute Cour de Tanzanie est créée par l’article 107 de la Constitution et a une juridiction originale illimitée pour tous les types d'affaires. Elle a des divisions spécialisées et trois divisions spécialisées (commerciale, du travail, et foncière). La Haute Cour de Zanzibar a la même compétence que celle de Tanzanie continentale, cependant, elle est la cour de dernière instance des Cours d'appel de cadi.
Les juridictions inférieures de Tanzanie continentales sont les Cours subordonnés, et les Cours primaires :
- les cours subordonnées sont, notamment, les cours des magistrats résidents et les cours de district. Elles sont établies par le Magistrate Courts Act de 1984. Les cours des magistrats résidents peuvent être trouvée dans chaque villes et municipalités (et servent de cours régionales). Il y a une cour de district par district de Tanzanie (l'unité gouvernementale de base)[1]. Elles peuvent prendre connaissance des appels des cours primaires, lesquelles peuvent être plusieurs par district[1].
- les cours primaires sont les cours les plus basses de la hiérarchie juridictionnelle de Tanzanie et son établie par le Magistrates Courts Act de 1984. Elles prennent connaissance des affaires pénales et civiles. Les affaires civiles en matière de droit de la propriété et de droit de la famille qui applique le droit coutumier et le droit musulman doivent être initié au niveau de ces cours[1].

Le système juridictionnelle de Zanzibar diffère de celui de Tanzanie en ce qu'il maintient les cours de droit musulman parallèlement au système normal. Les cours de droit commun ont leur juridiction limitée par les cours de cadi, appliquant le droit musulman. La Cour d'appel de cadi prennent connaissance des appels formés contre les décisions des cours de cadi, appliquant le droit musulman. Les cours de cadi sont les plus basses cours de Zanzibar et prennent connaissance des affaires liées au droit de la famille des familles musulmanes (divorce, distribution des biens matrimoniaux, garde des enfants et héritage). Elles sont au même niveau de juridiction que les cours primaires.

## Sources

## Compléments